# حافظه تغییر فاز
حافظه تغییر فاز نوعی از حافظه دسترسی تصادفی غیر فرّار است. PRAMها از رفتار منحصر به فرد شیشه کالکوژنید بهره‌برداری می‌کنند. در PCM، حرارت تولید شده توسط عبور جریان الکتریکی از یک عنصر گرمایشی که عموماً از نیترید تیتانیوم ساخته شده است، برای گرم کردن سریع و سرد کردن شیشه (تبدیل به حالت آمورف) یا نگه داشتن آن در بازه دمایی تبلور برای مدتی معین (تبدیل آن به یک حالت کریستالی) استفاده می‌شود. PCM همچنین توانایی دستیابی به چند حالت میانی متمایز را دارد، در نتیجه می‌تواند چندین بیت را در یک سلول ذخیره کند،با این حال، مشکلات مرتبط با برنامه‌ریزی سلول‌ها با این روش، مانع از پیاده‌سازی این قابلیت‌ها در دیگر فناوری‌ها (به‌ویژه حافظه فلش) شده است، حتی با اینکه این فناوری‌ها نیز این قابلیت را دارند.

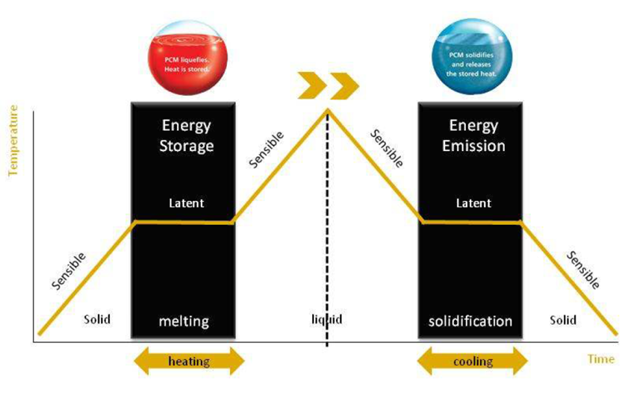
نمودار دما-زمان مواد تغییر فاز دهنده و چگونگی ذخیره و رهایش انرژی

تحقیقات اخیر در مورد PCM در جهت تلاش نسبتاً موفقیت‌آمیز برای یافتن مواد مناسب جایگزین برای ماده تغییر فاز (Ge2Sb2Te5) متمرکز بوده است. تحقیقات دیگری بر توسعه یک ابر شبکه GeTe-Sb2Te3 متمرکز شده‌اند تا به تغییر فاز غیرحرارتی از طریق تغییر حالت هم‌آرایی اتم‌های ژرمانیوم با استفاده از یک پالس لیزری دست یابند. این نوع جدید حافظه با نام حافظه تغییر فاز میان‌سطحی (IPCM) شناخته می‌شود و تاکنون موفقیت‌های بسیاری داشته و همچنان موضوع تحقیقات فعال و بسیاری است.
لئون چوا استدلال کرده که همه دستگاه‌های حافظه غیر فرّار دو ترمینالی از جمله PCM باید به عنوان ممریستور در نظر گرفته شوند. استن ویلیامز از آزمایشگاه‌های اچ پی نیز استدلال کرده است که PCM باید به عنوان یک ممریستور در نظر گرفته شود. با این حال، این اصطلاح با چالش‌های روبرو شده است و کاربرد احتمالی نظریه ممریستور برای هر دستگاه قابل تحقق فیزیکی همچنان محل پرسش است.

## پیشینه
در دهه ۱۹۶۰, استنفورد آر اوشینسکی از دستگاه‌های تبدیل انرژی برای اولین بار خواص عینک‌های کالکوژنید را به عنوان یک تکنولوژی حافظه احتمالی مورد بررسی قرار داد. در سال ۱۹۶۹، چارلز سی پایان‌نامه‌ای در دانشگاه ایالتی آیوا منتشر کرد که امکان‌پذیر بودن یک دستگاه حافظه تغییر فاز را از طریق ترکیب کردن فیلم کلکوژنیدی با یک آرایه دیودی نشان داد و توصیف کرد. یک مطالعه سینمایی در سال ۱۹۷۰ نشان داد که مکانیسم حافظه تغییر فاز در شیشه کلکوژنید شامل رشد رشته‌های بلوری القاشده توسط میدان الکتریکی است.در نشر سپتامبر ۱۹۷۰ مجله الکترونیک, گوردون مور، بنیانگذار اینتل، مقاله ای در مورد این تکنولوژی منتشر کرد. با این حال، مسائل مربوط به کیفیت مواد و مصرف برق مانع از تجاری سازی این فناوری شد. اخیراً، با پیش‌بینی مشکلات مرتبط با کوچک‌سازی لیتوگرافی تراشه در فناوری‌های حافظه فلش و DRAM، علاقه و تحقیقات در این زمینه دوباره افزایش یافته است.
حالت‌های کریستالی و بی‌شکل شیشه کالکوژنید مقاومت الکتریکی بسیار متفاوتی دارند. حالت بی‌شکل و مقاومت بالا نشان دهنده یک باینری ۰، در حالی که حالت کریستالی و مقاومت پایین نشان دهنده ۱ است.[نیازمند منبع][نقل قول مورد نیاز است] کلکوژنید همان ماده ای است که دررسانه‌های نوری قابل بازنویسی (مانند CD-RW و DVD-RW) استفاده می‌شود. در این موارد، به جای مقاومت الکتریکی، خواص نوری ماده دست‌کاری می‌شود، زیرا ضریب شکست کالکوژنید نیز با تغییر حالت ماده تغییر می‌کند.
اگرچه PRAM هنوز به مرحله تجاری سازی برای دستگاه‌های الکترونیکی مصرف‌کنندگان نرسیده است، تقریباً تمام دستگاه‌های نمونه اولیه از یک کلکوژنید آلیاژ ژرمانیوم (Ge), آنتیموان (Sb) و تلوریوم (Te) که (GST) GeSbTe نامیده می‌شود، استفاده می‌کنند. استوکیومتری یا نسبت عناصر Ge:Sb:Te در ماده GST برابر با ۲:۲:۵ است. هنگامی که GST تا دمایی بالا (بیش از ۶۰۰ درجه سانتی‌گراد) گرم شود، خاصیت بلورینگی کالکوژنید خود را از دست می‌دهد. پس از سرد شدن، این ماده به یک حالت آمورف شبیه شیشه تبدیل شده و مقاومت الکتریکی آن بالا می‌رود. با گرم کردن کلکوژنید تا دمای بالاتر از نقطه تبلور اما پایین‌تر از نقطه ذوب، این ماده به یک حالت کریستالی با مقاومت بسیار پایین‌تر تبدیل خواهد شد. مدت زمان برای تکمیل این تغییر فاز به دما وابسته است. قسمت‌های خنک تر کلکوژنید برای کریستالیزه شدن، به زمان بیشتری نیاز دارند و قسمت‌های بیش از حد گرم شده ممکن است دوباره ذوب شوند. معمولاً بازهٔ زمانی برای تبلور در حدود ۱۰۰ نانوثانیه استفاده می‌شود. این زمان بیشتر از دستگاه‌های حافظه فرار متداول مانند DRAM مدرن است که زمان سوئیچینگ آن‌ها در حدود ۲ نانوثانیه است. با این حال، یک درخواست ثبت اختراع سامسونگ الکترونیکس در ژانویه ۲۰۰۶ نشان می‌دهد که PRAM ممکن است به زمان‌های سوئیچینگ سریع تا پنج نانوثانیه دست یابد.
یک پیشرفت در سال ۲۰۰۸ که توسط اینتل و STMicroelectronics اجازه داد که حالت ماده با دقت بیشتری کنترل شود که آن را قادر می‌ساخت به یکی از چهار حالت متمایز تبدیل شود: حالت‌های بی‌شکل یا بلوری قبلی، همراه با دو حالت نیمه بلوری جدید. هر یک از این حالت‌ها دارای خواص الکتریکی متفاوتی هستند که می‌توانند حین خواندن اندازه‌گیری شوند، و به یک سلول اجازه می‌دهد تا دو بیت را نمایش دهد و چگالی حافظه را دو برابر کند.

### آلومینیوم/آنتیموان
دستگاه‌های حافظه تغییر فاز مبتنی بر ژرمانیوم، آنتیموان و تلوریوم با چالش‌های تولیدی مواجه هستند، زیرا اچ کردن و پولیش مواد با کلکوژن‌ها می‌تواند ترکیب مواد را تغییر دهد. مواد پایه آلومینیومی و آنتیموان از نظر حرارتی از GeSbTe پایدارتر هستند. Al50Sb50 سه سطح مقاومت متمایز دارد و این امکان را فراهم می‌کند که سه بیت داده در دو سلول ذخیره شود، در مقایسه با دو بیت. (برای جفت سلول‌ها، ۹ حالت ممکن وجود دارد و با استفاده از ۸ حالت از این ۹ حالت، مقدار log28=۳ بیت به دست می‌آید).

## مقایسه PRAM و FLASH
زمان سوییچینگ و مقیاس پذیری ذاتی PRAM، آن را جذاب تر از حافظه فلش می‌کند. حساسیت دمایی PRAM شاید قابل توجه‌ترین ایراد آن باشد، ایرادی که ممکن است نیاز به تغییر فرایند تولید توسط تولیدکنندگان با استفاده از فناوری داشته باشد.

سطح مقطعی از دو سلول حافظه PRAM. یک سلول در حالت بلوری مقاومت پایین است و دیگری در حالت آمورف مقاومت بالا

حافظه فلش با تنظیم بار الکتریکی (الکترون‌ها) ذخیره شده در گیت یک ترانزیستور MOS عمل می‌کند. گیت از ساختاری خاص درست شده است که بارها را به دام می‌اندازد، این بارها یا در یک گیت شناور یا در تله‌های عایق ذخیره می‌شوند. وجود بار الکتریکی در گیت، ولتاژ آستانه ترانزیستور را افزایش یا کاهش می‌دهد که به تغییر حالت بیت سلول از ۱ به ۰ یا برعکس منجر می‌شود. برای تغییر حالت بیت، لازم است بار الکتریکی انباشته‌شده از بین برود. این کار نیازمند ولتاژی نسبتاً بالا است تا الکترون‌ها از گیت شناور خارج شوند. این ولتاژ توسط یک پمپ بار تأمین می‌شود که مدتی طول می‌کشد تا انرژی لازم را فراهم کند. به‌طور معمول، زمان نوشتن داده‌ها در دستگاه‌های فلش رایج حدود ۱۰۰ میکروثانیه برای یک بلوک داده است، که این زمان حدود ۱۰٬۰۰۰ برابر بیشتر از زمان خواندن داده در SRAM (تقریباً ۱۰ نانوثانیه برای یک بایت) است.[نیازمند منبع][نقل قول مورد نیاز است]